# 金克宁
金克宁（1951年5月—），男，中华人民共和国政治人物，曾任中国化学工程集团公司总经理，中国化学工程股份有限公司董事长，第九届全国人大代表。